# Hieracium grohii
Hieracium grohii là một loài thực vật có hoa trong họ Cúc. Loài này được Lepage mô tả khoa học đầu tiên năm 1960.